# Тайчжоу (Цзянсу)
Тайчжо́у (кит. упр. 泰州, пиньинь Tàizhōu) — городской округ в провинции Цзянсу КНР.

## История
Во времена империи Хань в 117 году до н. э. в этих местах был создан уезд Хайлин (海陵县), входящий в состав округа Линьхуай (临淮郡). В эпоху Троецарствия во время войн между царствами Вэй и У уезд Хайлин был расформирован.
После основания империи Цзинь уезд Хайлин был в 280 году образован вновь; он вошёл в состав округа Гуанлин (广陵郡). В эпоху Южных и Северных династий Хайлин был в 411 году поднят в статусе — так появился округ Хайлин (海陵郡), властям которого подчинялось 7 уездов. После основания империи Суй округ Хайлин был в 583 году расформирован.
В эпоху 5 династий и 10 царств в 920 году северная часть уезда Хайлин была выделена в отдельный уезд Синхуа (兴化县). Во времена Южной Тан в 937 году была создана область Тайчжоу (泰州), в состав которой вошло 4 уезда (южная часть уезда Хайлин была при этом выделена в отдельный уезд Тайсин); власти Тайчжоу сначала разместились в уезде Жугао, но затем перебрались в уезд Хайлин.
Во времена монгольской империи Юань в состав области Тайчжоу входило всего два уезда — Хайлин и Жугао. Во времена китайской империи Мин уезд Хайлин был расформирован. Во времена маньчжурской империи Цин уезд Жугао был в 1725 году передан в состав области Тунчжоу (通州), и Тайчжоу стала «безуездной областью» (散州). После Синьхайской революции в Китае была проведена реформа административного деления, в ходе которой области были упразднены, и в 1912 году область Тайчжоу была преобразована в уезд Тайсянь (泰县).
После того, как во время гражданской войны эти земли перешли под контроль коммунистов, 22 января 1949 года урбанизированная часть уезда Тайсянь была выделена в отдельный город Тайчжоу. В январе 1950 года был создан Специальный район Тайчжоу (泰州专区), в состав которого вошло 2 города и 9 уездов. В мае 1950 года город Тайчжоу был вновь присоединён к уезду Тайсянь, однако в октябре того же года город Тайчжоу был снова выделен из уезда Тайсянь.
В 1953 году была образована провинция Цзянсу; тогда же Специальный район Тайчжоу был переименован в Специальный район Янчжоу (扬州专区). В 1954 году Тайчжоу стал городом провинциального подчинения, однако в 1958 году был вновь подчинён властям специального района. В 1959 году город Тайчжоу и уезд Тайсянь были объединены в уезд Тайчжоу (泰州县). В 1962 году уезд Тайчжоу был расформирован, и были вновь созданы город Тайчжоу и уезд Тайсянь.
В 1971 году Специальный район Янчжоу был переименован в Округ Янчжоу (扬州地区). В 1983 году округ Янчжоу был преобразован в городской округ Янчжоу.
В 1987 году уезд Синхуа был преобразован в городской уезд. В 1992 году уезд Тайсин был преобразован в городской уезд. В 1993 году уезд Цзинцзян был преобразован в городской уезд. В 1994 году уезд Тайсянь был расформирован, а вместо него был образован городской уезд Цзянъянь.
В 1996 году из городского округа Янчжоу был выделен городской округ Тайчжоу, в состав которого вошли район городского подчинения Хайлин (бывший город Тайчжоу) и городские уезды Тайсин, Цзянъянь, Цзинцзян и Синхуа. В 1997 году из района Хайлин был выделен район Гаоган.
В 2012 году городской уезд Цзянъянь был преобразован в район городского подчинения.

## Административно-территориальное деление
Городской округ Тайчжоу делится на 3 района, 3 городских уезда:
| Карта                                                 | Статус   | Название | Иероглифы     | Пиньинь | Площадь (км²) | Население (2010) |
| ----------------------------------------------------- | -------- | -------- | ------------- | ------- | ------------- | ---------------- |
| ① ② Цзянъянь Цзинцзян Тайсин Синхуа ① Хайлин ② Гаоган |          |          |               |         |               |                  |
| Район                                                 | Хайлин   | 海陵区   | Hǎilíng qū    | 309     | 570 000       |                  |
| Район                                                 | Гаоган   | 高港区   | Gāogǎng qū    | 333     | 260 000       |                  |
| Район                                                 | Цзянъянь | 姜堰区   | Jiāngyàn qū   | 927     | 790 000       |                  |
| Городской уезд                                        | Синхуа   | 兴化市   | Xīnghuà shì   | 2393    | 1 560 000     |                  |
| Городской уезд                                        | Цзинцзян | 靖江市   | Jìngjiāng shì | 655     | 670 000       |                  |
| Городской уезд                                        | Тайсин   | 泰兴市   | Tàixīng shì   | 1172    | 1 020 000     |                  |

## Экономика
Традиционно в Тайчжоу были развиты производство муки, тканей и рыболовных сетей. В конце XX — начале XXI века получили развитие судостроение, автомобилестроение, фармацевтическая и электронная промышленность, производство бытовых электроприборов, энергетика и логистика. В 2019 году ВВП Тайчжоу достиг 474,45 млрд юаней, ВВП на душу населения — 110,7 тыс. юаней (16 тыс. долларов). Крупнейшим промышленным кластером является China Medical City (CMC).   
В Тайчжоу расположены фармацевтические и биотехнологические фабрики Yangtze River Pharmaceutical Group, Jumpcan Pharmaceutical, Bioperfectus Technologies, AstraZeneca, Takeda Pharmaceutical, Boehringer Ingelheim, CSPC Pharmaceutical Group, Suzhong Pharmaceutical Group и Neptunus Pharmaceutical, завод кондиционеров Chunlan Group, судостроительные верфи Yangzijiang Shipbuilding, Sanfu Ship Engineering и Kouan Shipbuilding, завод солнечных панелей Jolywood Solar Technology, завод холодильников LG Electronics, завод аккумуляторов Shuangdeng Group, завод химических волокон Haiyang Technology, автосборочный завод Volvo Cars, мотоциклетный завод Linhai Power Machinery Group, завод автомобильных комплектующих Pacific Precision Forging (PPF), угольная ТЭС China Energy Investment Corporation, завод напольных покрытий Huali New Material, пищевые фабрики Yihai Kerry Arawana Holdings, завод полупроводников Dotec Electric, завод генераторов Yamaha Motor.
В округе выращивают рис, овощи и эвриалу. Между Тайчжоу и Уси проложена линия электропередачи высокого напряжения.

## Транспорт

### Автомобильный
Через территорию Тайчжоу проходят скоростная дорога Пекин — Шанхай (G2), автомагистрали S28 (Цидун — Янчжоу) и S29 (Яньчэн — Цзинцзян).
В округе имеется два автомобильных моста через Янцзы — мост Тайчжоу и мост Цзянъинь. Развито регулярное автобусное сообщение с Шанхаем и Нанкином.

### Железнодорожный
Основные пассажирские перевозки приходятся на скоростную линию Нанкин — Цидун (открыта в 2005 году); также грузы и пассажиры перевозятся по линии Синьи — Чансин (открыта в 2005 году).

### Водный
Тайчжоу является крупным речным грузовым и пассажирским портом.

## Культура
В Тайчжоу расположен Китайский музей старинных колодцев. 

## Города-побратимы
- Ньюпорт-Ньюс, США
- Вильямспорт, США
- Латроб-Сити, Австралия
- Ымсон, Республика Корея
- Свиштов, Болгария
- Котка, Финляндия
- Ловер Хатт, Новая Зеландия
- Барри, Канада